# Jezero (Bihać)
Pour les articles homonymes, voir Jezero.
Jezero (en cyrillique : Језеро) est un village de Bosnie-Herzégovine. Il est situé sur le territoire de la ville de Bihać, dans le canton d'Una-Sana et dans la fédération de Bosnie-et-Herzégovine. Selon les premiers résultats du recensement bosnien de 2013, il compte 540 habitants.

## Démographie

### Évolution historique de la population
| 1948 | 1953 | 1961 | 1971 | 1981 | 1991 | 2013 |
| ---- | ---- | ---- | ---- | ---- | ---- | ---- |
| -    | -    | 432  | 463  | 502  | 568  | 540  |

|  |